# پیتسویو (آلاباما)
پیتسویو (به انگلیسی: Pittsview) یک منطقهٔ مسکونی در ایالات متحده آمریکا است که در شهرستان راسل، آلاباما واقع شده‌است. پیتسویو ۷۲٫۸۵ متر بالاتر از سطح دریا واقع شده‌است.